# Cetonana martini
Cetonana martini är en spindelart som först beskrevs av Simon 1897.  Cetonana martini ingår i släktet Cetonana och familjen flinkspindlar. Inga underarter finns listade i Catalogue of Life.